# Alberto di Sarteano
Alberto di Sarteano OFM, dt. Albert von Sarteano (* 1385 in Sarteano; † 15. August 1450 in Mailand) war Wanderprediger, Generalvikar der franziskanischen Observanten. Er gilt als eine Säule der Observanzbewegung im Orden.

## Biographie
Alberto wurde im Jahr 1385 im toskanischen Sarteano geboren. Im Jahr 1405, im Alter von etwa 20 Jahren, trat er in den Franziskanerorden ein. Nach zehn Jahren (1415) schloss er sich der Observanzbewegung an, der im Rahmen des Armutsstreits im Orden strengeren Richtung.
Alberto di Sarteano hielt 1434 in Ferrara Fastenpredigten. 1435 und 1439 reiste er für jeweils zwei Jahre ins Heilige Land.
Um das Jahr 1440 setzte sich Alberto di Sarteano für die Rückkehr der koptischen Kirche in Äthiopien und Ägypten ein und schickte beispielsweise Thomas Bellaci nach Ägypten, der dort aber mehrere Male eingesperrt und erst im Jahr 1443 freigekauft wurde.
Im Jahr 1442 wurde Alberto di Sarteano durch den Papst zum Generalvikar der Observanten ernannt, nachdem im Frühjahr der franziskanische Generalminister Wilhelm (Guillermo) von Casale verstorben war. Papst Eugen IV. stützte seine Entscheidung auf seinen Plan, den gesamten Orden der Franziskaner im observantischen Sinne zu reformieren. Auf dem Generalkapitel 1443 in Padua aber erschienen die Konventualen in großer Zahl und besonders ihre führenden Persönlichkeiten waren anwesend. Nach der Eröffnung des Kapitels und der Verlesung des Grußschreibens des Papstes durch Alberto di Sarteano kam es zu vielfach dokumentierten tumultartigen Szenen. Die Konventualen riefen „Freiheit, Freiheit“ und entfernten unter anderem Alberto di Sarteano aus dem Saal. Es wurde dadurch die von Papst Eugen IV. geplante Reform des gesamten Franziskanerordens verhindert. Durch die Spaltung des Ordens 1517 aber erzielte der Reformplan des Papstes schließlich dennoch seine Wirkung.
Alberto di Sarteano war ein Weggefährte und Schüler des heiligen Bernhardin von Siena, außerdem ein Schüler Guarinos von Verona. Nach einer fragwürdigen Erzählung des heiligen Franziskus von Rimini wandte sich Alberto di Sarteano vor dem Jahr 1449 von Bernardin ab, weil letzterer gegen seine Wahl gearbeitet haben soll.
Regina Toepfer nimmt aus verschiedenen Indizien an, dass Francesco Filelfo mit Alberte Pijssimie, auf den er als Adressaten seine Übersetzung des berühmten Werks De Vita Solitaria bezog, Alberto di Sarteano meinte.